# Istituto di sicurezza sociale
L'Istituto di sicurezza sociale (in acronimo ISS) è il principale ente previdenziale sammarinese, presso cui debbono essere obbligatoriamente assicurati tutti i lavoratori dipendenti del settore privato, oltre ad alcune categorie di lavoratori del settore pubblico e alla maggior parte dei lavoratori autonomi. L'ISS ha sede a Cailungo, curazia di Borgo Maggiore.

## L'ISS e la previdenza sociale a San Marino
L'ISS nasce grazie alla Società unione di mutuo soccorso della Repubblica di San Marino, nata nel 1876.

Il 31 dicembre 1943 nasce l'Istituto di previdenza sammarinese e il 22 dicembre 1955 nasce ufficialmente l'Istituto di sicurezza sociale. Dipende dalla Segreteria di Stato per la sanità e la sicurezza sociale.

Collabora con l'Azienda sanitaria locale di Rimini per il trasporto di emocomponenti e campioni di sangue dal 2005.

Direttore generale è la dottoressa Alessandra Bruschi.